# (14739) Edgarchavez
(14739) Edgarchavez est un astéroïde de la ceinture principale.

## Description
(14739) Edgarchavez est un astéroïde de la ceinture principale. Il fut découvert le 3 mars 2000 aux Monts Santa Catalina par le projet CSS. Il présente une orbite caractérisée par un demi-grand axe de 2,99 UA, une excentricité de 0,12 et une inclinaison de 9,6° par rapport à l'écliptique.

## Compléments